# Alfredo Martins
Alfredo Martins (Porto, 3 de janeiro de 1939) é um pintor e ilustrador português. Desde tenra idade demonstra interesse pelo desenho, inicia-se aos 6 anos.
Frequentou a Escola de Artes Decorativas Soares dos Reis e durante mais de 30
anos foi profissional de Artes Gráficas.
Executou capas para livros de vários autores
entre eles, Arthur Miller, Nikos Kazantzaki, Pierre Dommergues, Graham Greene,
H.G.Wells, Anne Phillipe, Lawrence Durrell, Urbano Tavares Rodrigues e Mário
Cláudio entre outros.

## Ilustração
Teve a seu cargo as seguintes ilustrações:
- O Menino, Os Doutores e a Estrela, de Serafim Ferreira. Lisboa, 1996
- Uma Casa na Praia, de Pablo Neruda. ed. Contraponto-Setúbal, 1996
- A Bruxa, o Poeta e o Anjo, de Mário Cláudio. ed. Campo da Letras. Porto, 1996 (ilustrações que lhe valeram o Prémio nacional de ilustração em 1997)
- Cantata em Dois Andamentos (histórias de Meninos), de Serafim Ferreira, ed. Campo das Letras, Porto, 1998
- Ilustrações de História do Fundo do Mar, de Mário Castrim, ed. Campo das Letras, Porto, 1998
- Desenhos da edição especial de Frei Luís de Sousa, comemorativa dos 200 anos do nascimento de Almeida Garret, com prefácio de Vasco Graça Moura. ed. Campo das Letras, Porto, 1999
- Aquela Nuvem e Outras, de Eugénio de Andrade. ed Campo das Letras, Porto, 1999
- O Fole do Meu Avô Jacinto, de Eduardo Nascimento. ed. de Autor. Amadora, 2000
- O Fogo Roubado, de Arsénio Mota, ed. Campo das Letras, Porto, 2001

## Pintura
Tem a sua estreia em exposições coletivas em 1958 deixando no currículo dezenas
delas, entre coletivas e individuais de norte a sul do país.

## Prémios
- Alfredo Martins teve a sua 1ª menção no dicionário Portuguese 20th Century Artists, Michael Tannock, London, data de 1966.
- Prémio Nacional de Ilustração de 1997[2] -I.B.B.Y. - International Board on Books for Young People e I.P.L.B. - Instituto Português do Livro e das Bibliotecas.